# Loison (Mosa)
Loison és un municipi francès al departament de Mosa (regió de Gran Est). L'any 2007 tenia 101 habitants.

## Demografia

### Població
El 2007 la població de fet de Loison era de 101 persones. Hi havia 40 famílies, de les quals 12 eren unipersonals (12 dones vivint soles i 12 dones vivint soles), 8 parelles sense fills, 16 parelles amb fills i 4 famílies monoparentals amb fills.
La població ha evolucionat segons el següent gràfic:

### Habitatges
El 2007 hi havia 53 habitatges, 37 eren l'habitatge principal de la família, 9 eren segones residències i 8 estaven desocupats. Tots els 51 habitatges eren cases. Dels 37 habitatges principals, 30 estaven ocupats pels seus propietaris, 5 estaven llogats i ocupats pels llogaters i 2 estaven cedits a títol gratuït; 1 tenia una cambra, 1 en tenia tres, 9 en tenien quatre i 26 en tenien cinc o més. 32 habitatges disposaven pel capbaix d'una plaça de pàrquing. A 18 habitatges hi havia un automòbil i a 13 n'hi havia dos o més.

### Piràmide de població
La piràmide de població per edats i sexe el 2009 era:
| Homes | Edats   | Dones |
| ----- | ------- | ----- |
| 0     | 95 o +  | 0     |
| 4     | 90 a 94 | 0     |
| 4     | 85 a 89 | 4     |
| 0     | 80 a 84 | 4     |
| 0     | 75 a 79 | 4     |
| 4     | 70 a 74 | 0     |
| 0     | 65 a 69 | 0     |
| 4     | 60 a 64 | 8     |
| 4     | 55 a 59 | 0     |
| 4     | 50 a 54 | 4     |
| 0     | 45 a 49 | 0     |
| 4     | 40 a 44 | 8     |
| 0     | 35 a 39 | 0     |
| 0     | 30 a 34 | 4     |
| 4     | 25 a 29 | 0     |
| 0     | 20 a 24 | 8     |
| 4     | 15 a 19 | 12    |
| 0     | 10 a 14 | 4     |
| 0     | 5 a 9   | 0     |
| 0     | 0 a 4   | 0     |

## Economia
El 2007 la població en edat de treballar era de 51 persones, 33 eren actives i 18 eren inactives. De les 33 persones actives 28 estaven ocupades (15 homes i 13 dones) i 5 estaven aturades (1 home i 4 dones). De les 18 persones inactives 9 estaven jubilades, 2 estaven estudiant i 7 estaven classificades com a «altres inactius».
Activitats econòmiques
Dels 3 establiments que hi havia el 2007, 1 era d'una empresa de comerç i reparació d'automòbils, 1 d'una empresa de serveis i 1 d'una empresa classificada com a «altres activitats de serveis».
L'únic servei als particulars que hi havia el 2009 era una perruqueria.
L'any 2000 a Loison hi havia 10 explotacions agrícoles que ocupaven un total de 400 hectàrees.

## Poblacions properes
El següent diagrama mostra les poblacions més properes.